# Alexander von Mielecki
Alexander Friedrich-Wilhelm Stanislaus von Mielecki (* 11. Januar 1915 in Berlin; † 1974) war ein deutscher Kommunalpolitiker.

## Werdegang
Mielecki war der Sohn des Oberstarztes Walter von Mielecki (1882–1962) und seiner Ehefrau Minna Urban.
Er war vom 13. April 1955 bis zur Auflösung des Landkreises am 31. Juli 1972 im Zuge der Kreisgebietsreform Landrat des hessischen Landkreises Wolfhagen. Außerdem spielte er bei der Gründung des Naturparks Habichtswald eine wichtige Rolle.
Mielecki war seit 1947 mit Elisabeth Lützen verheiratet und hatte zwei Kinder.

## Ehrungen
- 1972: Verdienstkreuz 1. Klasse der Bundesrepublik Deutschland
- 1975: Van Tienhoven-Preis (posthum)[3]